# Писарев, Семён Петрович
Семён Петрович Писарев (31 августа [12 сентября] 1846 — 26 марта [8 апреля] 1909) — смоленский краевед, историк, педагог, коллекционер, музейный деятель.

## Биография
С. П. Писарев родился в Нижнем Новгороде в семье священника. Учился в Нижегородском духовном училище и духовной семинарии, далее продолжил обучение в Казанском и Московском университетах. С 1875 года преподавал русский и латинский язык в Смоленской мужской гимназии. С 1900 года стал инспектором народных училищ Смоленской губернии.
На протяжении многих лет занимался изучением многочисленных памятников истории, археологии, города Смоленска, в чём его поддерживал смоленский губернатор А. П. Энгельгардт. В 1883 году С. П. Писаревым, совместно с графом А. С. Уваровым, были проведены небольшие раскопки Борисоглебского монастыря на Смядыни. В 1885 году, уже самостоятельно, он раскапывает руины древнего храма на усадьбе Бибикина, в 1886 году — на усадьбе Хозерова, в 1887 году — церкви XII века на Окопном кладбище. Также им были найдены руины Спасского, Духова и Крестовоздвиженского монастырей, церкви Николы Полутелого и церкви на Свирской улице.
В 1887 году в помещении городской думы открылся созданный С. П. Писаревым городской историко-археологический музей; в числе прочих экспонатов были представлены образцы плинфы с бортовыми знаками, разнообразные поливные плитки полов и другие археологические находки из руин смоленских храмов XII—XIII веков. С 1889 года хранителем этого музея стал сподвижник Писарева В. И. Грачёв.

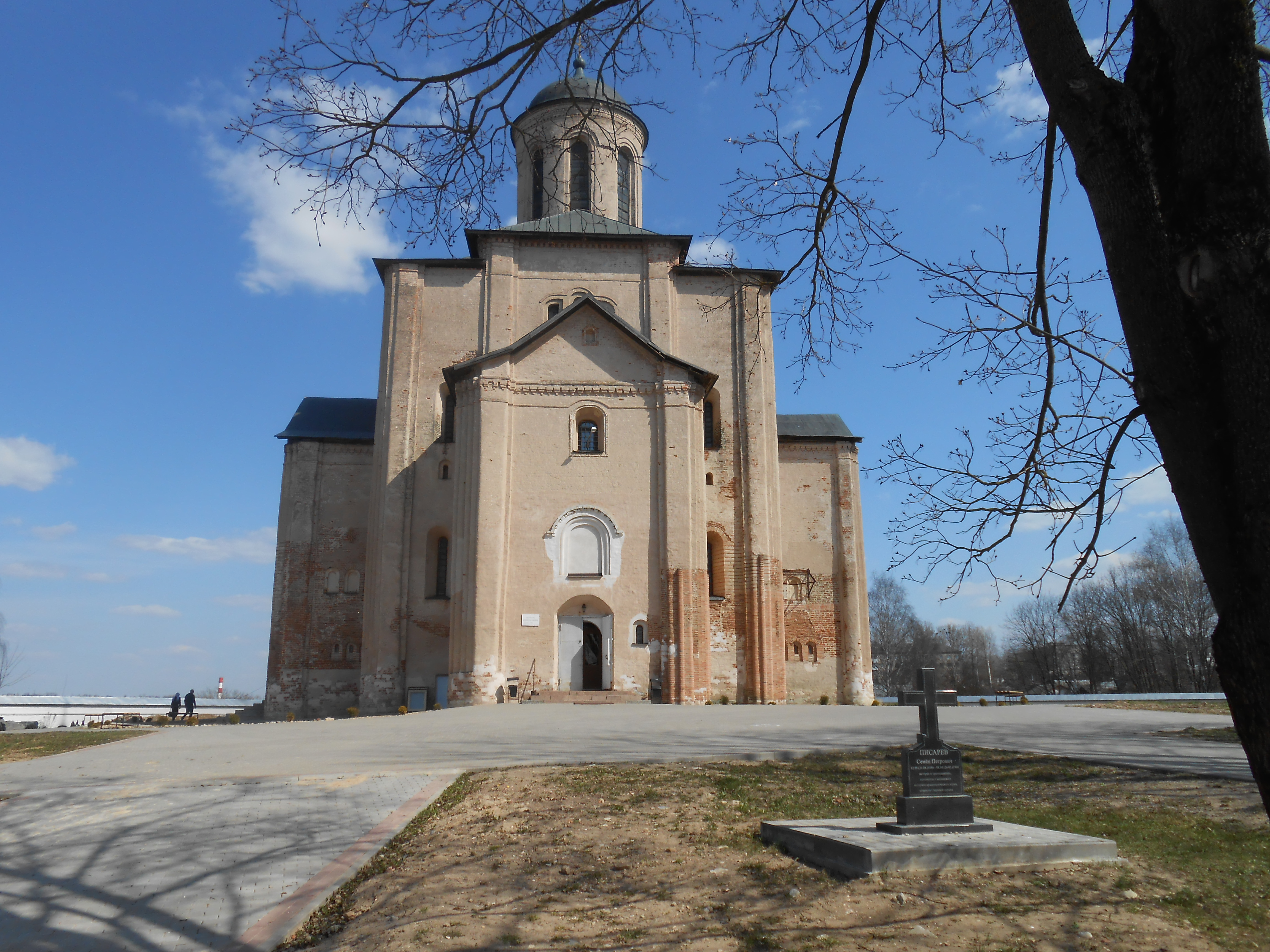
Кенотаф С. П. Писарева рядом со Свирской церковью. 2019 год

С. П. Писарев принимал активное участие в деятельности ряда исследовательских организаций:
- с 1880 года — Императорского Общества любителей древней письменности,
- с 1882 года — Императорского Общества антропологии, естествознания и этнографии при Московском университете,
- с 1882 года — Императорского Московского археологического общества,
- с 1890 года — Смоленского губернского статистического комитета,
- с 1891 года — Рязанской губернской ученой архивной комиссии,
- с 1896 года — Смоленского церковно-археологического комитета.

Участвовал в работе всероссийских археологических съездов — в Вильно (1893), Риге (1896), Киеве (1899).
С 1888 по 1900 годы был старостой церкви Архангела Михаила, а с 1904 — председателем церковно-приходского попечительства.
Похоронен на кладбище Свирской церкви. Могила была утрачена в советское время. В 2016 году на её предполагаемом месте установлен кенотаф.

## Труды
Книги
- Писарев С. П. Княжеская местность и храм князей в Смоленске. — Смоленск: Типо-литография Ф. В. Зельдович, 1894. — 295 с.
- Писарев С. П. Смоленск и его история. — Смоленск, 1894.
- Писарев С. П. Памятная книга г. Смоленска. Историко-современный очерк, указатель и путеводитель. — Издание книжного магазина С. А. Клестова. — Смоленск: Паровая типо-литография Я. Н. Подземского, 1898. — 202 с.
- Писарев С. П., Неклюдов М. Н. О раскопках в Смоленске. — Смоленск, 1901.
- Писарев С. П., Орловский И. И. Краткий каталог предметов находящихся в Смоленском городском историко-археологическом музее. — Смоленск, 1903.

Статьи
- Писарев С. П. О городках и курганах Смоленской губерний // Смоленский Вестник. — Смоленск, 1882. — Вып. 52, 54, 60, 70, 76, 79, 88, 91.
- Писарев С. П. Было ли перенесение мощей Бориса и Глеба из Вышгорода в Смоленск на Смядынь // Смоленские епархиальные ведомости. — Смоленск, 1897.